# I Wanna Be Your Slave
"I Wanna Be Your Slave" é uma canção da banda italiana Måneskin, presente em seu segundo álbum de estúdio Teatro d'ira: Vol. I (2021). Escrita pelos integrantes, a faixa foi lançada em 16 de julho de 2021 através da Sony e RCA Records, servindo como terceiro single do disco.

## Antecedentes e composição
A música fala sobre a dualidade nos relacionamentos amorosos, a "obsessão e como eles estão dispostos a se escravizarem se isso for necessário para conquistar aquela pessoa especial". De acordo com o vocalista e compositor Damiano David, a música "grosseiramente descreve todas as facetas da sexualidade e como elas podem ter influência na vida cotidiana". Inserimos alguns contrastes: "Eu sou o diabo, sou advogado, sou um assassino, sou uma garota loira", nós queremos transmitir a ideia de que não precisamos ter uma única identidade, todos podem ter muitas facetas".

## Vídeo musical
Em 5 de julho de 2021, a banda anunciou um vídeo oficial, que foi lançado em seu canal no YouTube em 15 de julho. Foi dirigido por Simone Bozzelli e produzido por Think|Cattleya.